# 다지마 비행장
다지마 비행장(일본어: 但馬飛行場, たじまひこうじょう, IATA: TJH, ICAO: RJBT)은 일본 효고현 도요오카시에 위치한 비행장으로 다지마 공항(일본어: 但馬空港, たじまくうこう)이라고도 불리며 애칭인 고노토리 다지마 공항은 도요오카시가 황새의 마지막 서식처로 유명한 데에서 따온 이름이다.

## 개요
효고현 북부의 불편한 교통상황 때문에 다지마 비행장과 오사카 이타미 공항 사이의 거리가 불과 100km 밖에 되지 않지만 일본 에어 커뮤터가 오사카 이타미 공항으로 가는 항공편만 하루에 2편 운영하고 있다.
그리고 도쿄 하네다 국제공항으로 가는 직항 경로가 없기 때문에 하네다 공항까지 가기 위해서는 오사카 이타미 공항에서 환승을 해야 하는데 이러한 경우 최소 2시간이 소요되며 다지마 비행장에서 오사카 이타미 공항까지 이동하는 데에는 약 35분에서 40분 정도가 소요된다.
게다가 인근에는 철도가 없기 때문에 택시나 렌터카 외에 효고현 북부의 주요 도시인 도요오카시 시가지로 이동을 하려면 반드시 버스편을 이용해야 하며 해당 버스는 도요오카역과 기노사키온센역을 지난다.

## 운항 노선
| 항공사           | 목적지         |
| ---------------- | -------------- |
| 일본 에어 커뮤터 | 오사카(이타미) |

## 참고 문헌
1. ↑  “보관된 사본”. 2020년 9월 26일에 원본 문서에서 보존된 문서. 2018년 1월 20일에 확인함.